# Varna
 For alternative betydninger, se Varna Palæet.
Varna (bulgarsk: Варна) er med en befolkning på 350.745 (2024) Bulgariens tredjestørste by efter Sofia og Plovdiv og ligger i provinsen af samme navn Varna. Den er en havneby ved Sortehavet. Byen er opstået næsten oven på den gamle græske miletiske handelskoloni Odessos, som blev grundlagt omkring 580 f.Kr. Odessos blev erobret af tyrkerne i 1393 e.Kr.
I perioden mellem 1949 og 1956 hed byen Stalin efter sovjetlederen Josef Stalin.

## Galleri
- Wikimedia Commons har flere filer relateret til Varna